# 華頂要略
華頂要略（かちょうようりゃく）は、比叡山延暦寺傘下の三大門跡の1つとして知られた京都青蓮院の寺誌。同院第29世門主尊真入道親王の命を受けた坊官進藤為善により編纂された。1803年（享和3年）の編者の自序があるが，以後幕末（1834年（天保5年） - 1846年（弘化3年）ごろ）まで追補が行われた。本紀全150巻および付録36巻・首巻1巻の計187巻からなる。
青蓮院には既に南北朝時代に第17世門主尊円入道親王が編纂させた『門葉記』があり、その後戦乱によって失われた戦国時代までの記事については、現存していた歴代門主の作成文書などに依拠した。江戸時代になると、門主や坊官による文書や日記が残されているためにそれらを元にして編纂した。
最澄から初代門主行玄までの天台宗法統の流れ、行玄生誕（1097年（承徳元年））以後700年余りの歴代門主の業績、門跡の構成と組織・修法、所領の推移、朝廷（特に皇室及び摂家）や幕府との関係、その他文化的事績などを項目別に記し、青蓮院の歴史的な経緯を明確化して今後の門跡の維持・運営に役立てることを目的としている。また、他の天台宗系門跡の交渉・動向などについても詳しく記されている。